# スマイるNo.1ショップ

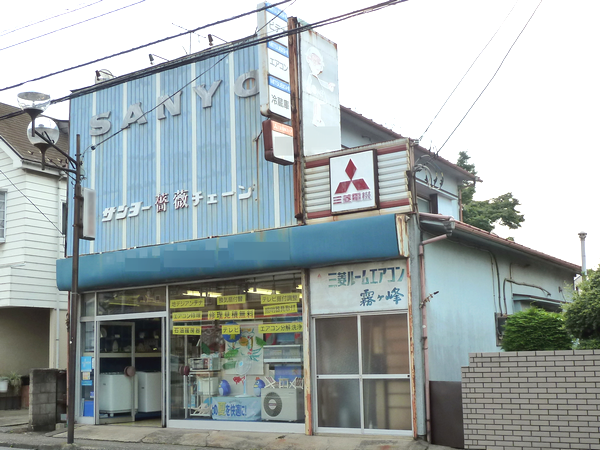
サンヨー薔薇チェーンの表記がまだ残る電器店

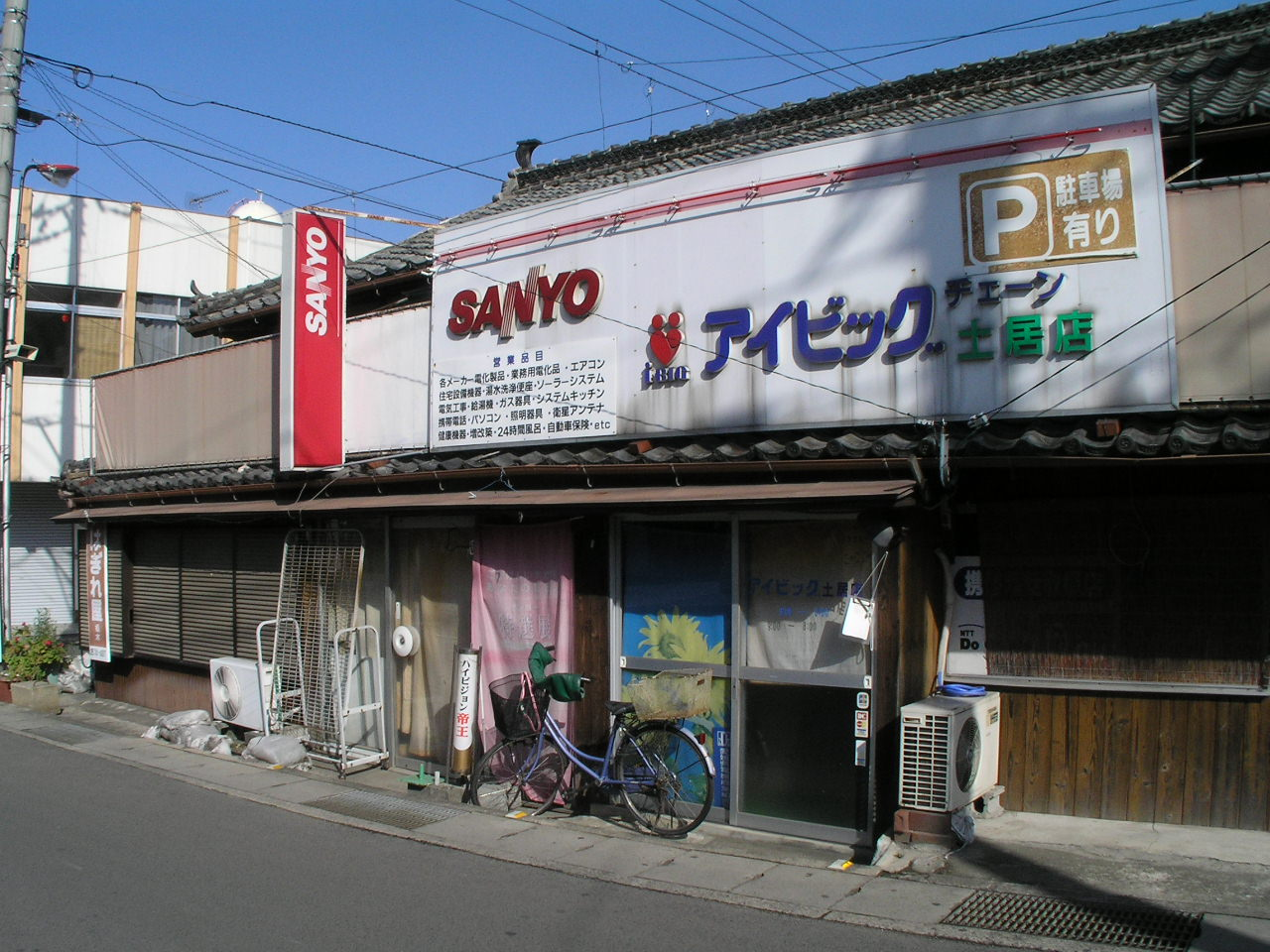
今は無きアイビッグチェーン　土居店
（四国中央市土居町）

スマイるNo.1ショップ（スマイるナンバーワンショップ）は、過去の三洋電機の製品を取り扱っていた地域電器店チェーンの名称である。以前は「サンヨー薔薇チェーン」と称していた（なお、かつての三洋電機のカラーテレビの商品名は「薔薇」だった）。

## 概要
2010年10月時点で全国に約1500店あった。
三洋電機は2009年12月21日付でパナソニック株式会社の連結子会社となってパナソニックグループに加わった。さらに2011年4月1日には、パナソニックがTOBと株式交換によって三洋とパナソニック電工を完全子会社化。翌2012年1月1日にはパナソニックが両社を吸収した（三洋は大半の事業を移管、パナソニック電工は合併により法人格消滅）。これに伴い、2011年12月23日には大阪府守口市にある三洋本社社屋の「SANYO」ロゴ看板が外され（同月25日「Panasonic」へ掛け替え）、三洋Webサイトの企業ロゴ・三洋グループ営業拠点及び工場の看板も事業移管と同時に「SANYO」から「Panasonic」へ一斉変更された。
「三洋電機株式会社」の法人格・社名は事業移管後も残存しているが、「SANYO」ブランドは日本国内では2011年度限りで原則廃止され、翌2012年度からは「Panasonic」へほぼ一本化された。「SANYO」ブランドでの新製品発表は2011年3月31日付で終了。翌4月1日以降三洋が生産・出荷する製品は、原則「Panasonic」ブランドを冠することとなり、「SANYO」ブランド製品の生産・出荷は順次終了される。そして2012年4月以降「SANYO」ブランド製品はeneloopだけになり、それ以外の製品は「在庫・展示品限り」となって完売次第市場からほぼ姿を消す。
これら事業環境の変化に伴い、2011年10月1日より当三洋系列店の看板を順次「SANYO」から「Panasonic」に掛け替えてパナソニックショップに転換、翌2012年3月31日までに転換を完了させることが決定した（2010年10月23日土曜付、日本経済新聞1面及び10面記事にて報道）。但し、一部地域・店舗では予定より前倒しされ、2011年3月から4月にかけて看板を（これまでの「SANYO」から）「Panasonic」に掛け替えた店舗が出始めている。
看板の形態は、青地に白文字の「Panasonic」看板の下には白地に黒文字で「エコ活動宣言店」と各店の店名ロゴを表記したもので、基本的にはパナソニックショップの「スーパーパナソニックショップ(SPS)」の看板の形態に準ずるものとなっている。
なお売り上げ不振などを理由に「パナソニックショップ」への変更が認められなかったり、変更が認められる基準を満たしていても、他社製品を併売するためにあえて「パナソニックショップ」に自発的に変更しなかった旧三洋系列店も少なからずあり、その一部は「アトム電器」などの独立系や「エディオンファミリーショップ」などの家電量販店系のフランチャイズチェーンへ衣替えしている。また、これまで三洋公式サイト内に掲載されていた全国の三洋系列店検索サイトは2011年9月30日を以て閉鎖。同年12月1日より、これまで「スマイるNo.1ショップ」サイトに掲載されていた旧三洋系列店のうち、特に売り上げの多い一部店舗は「スーパーパナソニックショップ」へ新規認定され「全国のSPS認定店検索サイト」へ追加掲載されている（看板もSPS認定店は「スーパーパナソニックショップ」と表記）。

## 一部三洋製品の販売状況
TVアンテナとその属品（マスト・ミキサー・ケーブル・ブースター等）の販売・取り付けについては、三洋自体がそれ以前にアンテナ製造より撤退していることから、現在はマスプロ電工・日本アンテナ・DXアンテナ等、他社製品使用となっている（この傾向はパナソニックショップへ移行後も継続。以前三洋はパラボラアンテナのみを自社生産。地上波アンテナは当初から生産していない）。さらに薄型TV・DVDレコーダーについても、三洋は赤字が続いている事を理由に生産体制を大幅縮小。一部三洋系列店の中には、シャープ「AQUOS」や東芝「REGZA」等の他社製品取り扱いを始めた店舗もある他、冷蔵庫や薄型テレビについては親会社のパナソニック製品を仕入れ始めた店舗もある。
そして2011年4月以降、パナソニックショップへの転換に向け、「Panasonic」ブランドを冠した三洋製品を含めて全分野の製品がパナソニックショップと同様の品揃えに置き換わっていった（「アトム電器」など独立系や家電量販店系に衣替えした三洋系列店は三洋・パナソニック以外の他社製品も併売）。